# Abiotički čimbenici
Abiotički čimbenici su kemijski i fizički dijelovi nežive prirode koji utječu na žive organizme i funkcioniranje ekosustava. Abiotički čimbenici uključuju fizičke uvjete i nežive resurse koji utječu na žive organizme u smislu rasta, održavanja i razmnožavanja. Abiotički čimbenici i pojave povezane s njima podupiru biologiju u cjelini. Oni se dijele na:
- klimatske - (svjetlost, temperatura, vlažnost, strujanje zraka, sunčevo zračenje...)
- edafske - tlo (kemijiske i fizičke osobine tla)
- orografske - reljef (nagib terena, okrenutost stranama svijeta, razvodnjenost obale...)

Biosfera se u ekološkom smislu može razumjeti kao skupina interakcija pojedinih elemenata biosfere, a to su; atmosfera, hidrosfera, litosfera i ekosfera.
Hidrosfera je akumulacija vode u svim njezinim agregatnim stanjima (plin, tekućina i kruta tvar) i elemenata otopljenih u njoj (natrija, magnezija, kalcija, klora i sulfata). Voda pokriva 71% površine Zemlje naspram 29% Zemljine površine koja je prekrivena zemljom. 97% vode tvori oceane, 2% je zaleđeno (polarne kape) a samo 1% tvori rijeke, jezera te podzemnu vodu i vodenu paru u zraku. 
Površinska raspodjela vode je: 
- Mora i oceani 98%
- Led 1.98%
- Slatke kopnene vode 0.02%; od čega na jezera otpada neznatno ispod 0.01% a na rijeke neznatno iznad 0.01%

Slatke kopnene vode čine svega 0.02% (200 ppm) ukupne količine vode. 
Atmosfera je mješavina dušika (78%), kisika (21%), ugljičnog dioksida, argona, vodene pare i drugih komponenti koja se rasprostire oko 1.100 km u visinu. Troposfera (do 10 km) i stratosfera (10-50 km) su za biosferu najvažniji dijelovi atmosfere.
Litosfera je tanka ljuska koja razdvaja Zemljinu magmu i atmosferu. Debljine je oko 100 km, no samo 1 km je bitan za funkcioniranje biosfere.
Ekosfera objedinjuje sva područja gdje se pojavljuju živi organizmi.
Hidrološki ili vodeni ciklus je proces tijekom kojeg voda mijenjajući svoja agregatna stanja (plinovito, tekuće i kruto) prolazi kroz hidrosferu; oceani, atmosfera, tekuća voda, ledenjaci… Godišnje se iz mora i oceana ispari količina vode od 1 m visine vodenog stupca. Ta se voda u obliku padalina vraća na zemlju te ponovno hlapi ili putuje put mora. U sklopu podzemnih i kopnenih voda zaostane po 1/5; dakle ukupno 2/5 prispjele vode. Preostale 3/5 Zemljinu površinu napusti evaporacijom.
Kopnene vode su manje stalne životne sredine nego mora, jer se njihov vodostaj uvelike mijenja ovisno o količini padalina i temperaturi. Uz to, kopnene vode imaju relativno malu površinu i malu dubinu što uvjetuje velika kolebanja fizikalno-kemijskih čimbenika.
Hidrobiont (eng. Hydrobiont, gr. Hydro- voda + bios - život), vodeni organizam.

## Područje tolerancije
Svaka vrsta teži životnoj sredini koja je optimalna za nju, no vrlo često, organizmi se moraju prilagoditi uvjetima bitno drugačijim od optimalnih. Područje stanja okoline unutar kojeg organizam može funkcionirati se zove područje tolerancije. Bilo koji biotički ili abiotički čimbenik koji smanjuje ili povećava područje tolerancije zove se ograničavajući čimbenik.
Najvažniji ograničavajući čimbenici sredine su:
Abiotički:
- Temperatura
- Strujanje vode
- Količina vode
- Svjetlost
- Gustoća
- Koncentracija kisika
- Koncentracija ugljičnog dioksida
- Prisutnost brojnih kemijskih nutrienata
- Kiselost (aktivna reakcija – pH)

Biotički:
- Asimilacija autotrofnih organizama
- Kružni tijek tvari u vodama
- Broj parazita
- Broj, odnosno zastupljenost predatora
- Veličina populacije
- Reprodukcija; izmjena generacija, broj potomaka
- Tipovi bilja koje rastu u tom području/vodi